# Victory (THE ALFEEの曲)
「Victory」（ヴィクトリー）は、1993年4月28日に発売されたTHE ALFEE37枚目のシングル。

## 概要
Jリーグチーム・横浜フリューゲルスのオフィシャルソング、1993年のコンサートツアー、夏の野外イベントのタイトルナンバーとして採用された。
「Promised Love」以来3作連続で桜井賢がリード・ヴォーカルを務める。
前作「Believe」に続きオリジナルアルバム未収録。
ジャケットはパノラマ仕様になっており、「victory」のロゴ字の下にメンバーが並んでいる。
前奏部で金管楽器（あるいはそれに似せた電子楽器）の音が入り、それから30秒ほど前奏が続いた後歌に入る。アコースティックギターの音は入っていないようにきこえるが、実際は装飾音としてかき鳴らす音が入っている。
カップリング曲「TIME SPIRIT」は、1988年のコンサートツアータイトルナンバーで、5年かかって漸くCD化された。
当時のツアータイトルは、「LONG WAY TO FREEDOM/TIME SPIRIT」であった。

## 収録曲
全作詞・作曲：高見沢俊彦、編曲：THE ALFEE
1. Victory
2. Time Spirit
3. Victory(Original Karaoke)

## リミックス・シングル
リミックス版2ヴァージョンを収録したシングル盤も同日発売された（品番：PCDH-00013）。
ジャケットは表が横浜フリューゲルスのマスコット『とび丸』、裏がTHE ALFEEのメンバーの写真。
ジャケット内側には歌詞が掲載されず、代わりにStadium Mix構成表・コーラスパート譜面・ラッパによる応援パターンリズムと、横浜フリューゲルス（当時一部で使われていたA・Sフリューゲルスの呼称で表記）ファンクラブ事務局のお問い合わせ先が掲載されていた。
裏ジャケットには「THE ALFEEの“Victory”を SUPPORTERSのためにREMIX!! これぞA・S FLUGELS SUPPORTERSの必聴アイテム」という記述があった。

### 収録曲
1. Victory (Stadium Mix)
2. Victory (Celebration Mix)

## 品番
CD→PCDA-00429
カセット→PCSA-00253

## 収録作品
- THE ALFEE 單曲全集二（#1）
- THE ALFEE SINGLE HISTORY VOL.IV 1991-1994（#1,2）
- The Alfee Meets Dance（#1）
- THE ALFEE EMOTIONAL MESSAGE SONGS（#1）
- THE ALFEE 單曲特集（#1）
- THE ALFEE 30th ANNIVERSARY HIT SINGLE COLLECTION 37（#1）

## 関連作品
「Victory」を収録したミュージックビデオが発売された。
- Video Clips VICTORY（VHS・LD・1993年7月21日）